# The Story of Seabiscuit
The Story of Seabiscuit (bra Têmpera de Vencedora) é um filme estadunidense de 1949 do gênero drama romântico, dirigido por David Butler, com roteiro de John Taintor Foote.
Conta a história do cavalo de corridas americano Seabiscuit (1933–1947), representado no filme por um de seus descendentes. Filmado em Technicolor, tem cenas reais das corridas de Seabiscuit.

## Elenco
- Shirley Temple .... Margaret O'Hara
- Barry Fitzgerald .... Shawn O'Hara
- Lon McCallister .... Ted Knowles
- Rosemary DeCamp .... senhora Charles S. Howard
- Donald McBride .... George Carson
- Pierre Watkin .... Charles S. Howard
- William Forrest .... Thomas Milford

## Sinopse
O famoso treinador de cavalos irlandês Shawn O'Hara e sua sobrinha Margaret chegam ao Kentucky dispostos a começar nova vida na América, depois de terem sofrido uma tragédia familiar. Shawn descobre o grande cavalo corredor Seabiscuit e convence seu novo empregador a comprá-lo.